# Undosa (Wellenbad)
Das Undosa (lateinisch: Die Wellenreiche) ist eine ehemalige Badeanstalt in Starnberg. Sie wurde 1905 am Ufer des Starnberger Sees als eines der ersten Wellenbäder Deutschlands errichtet.

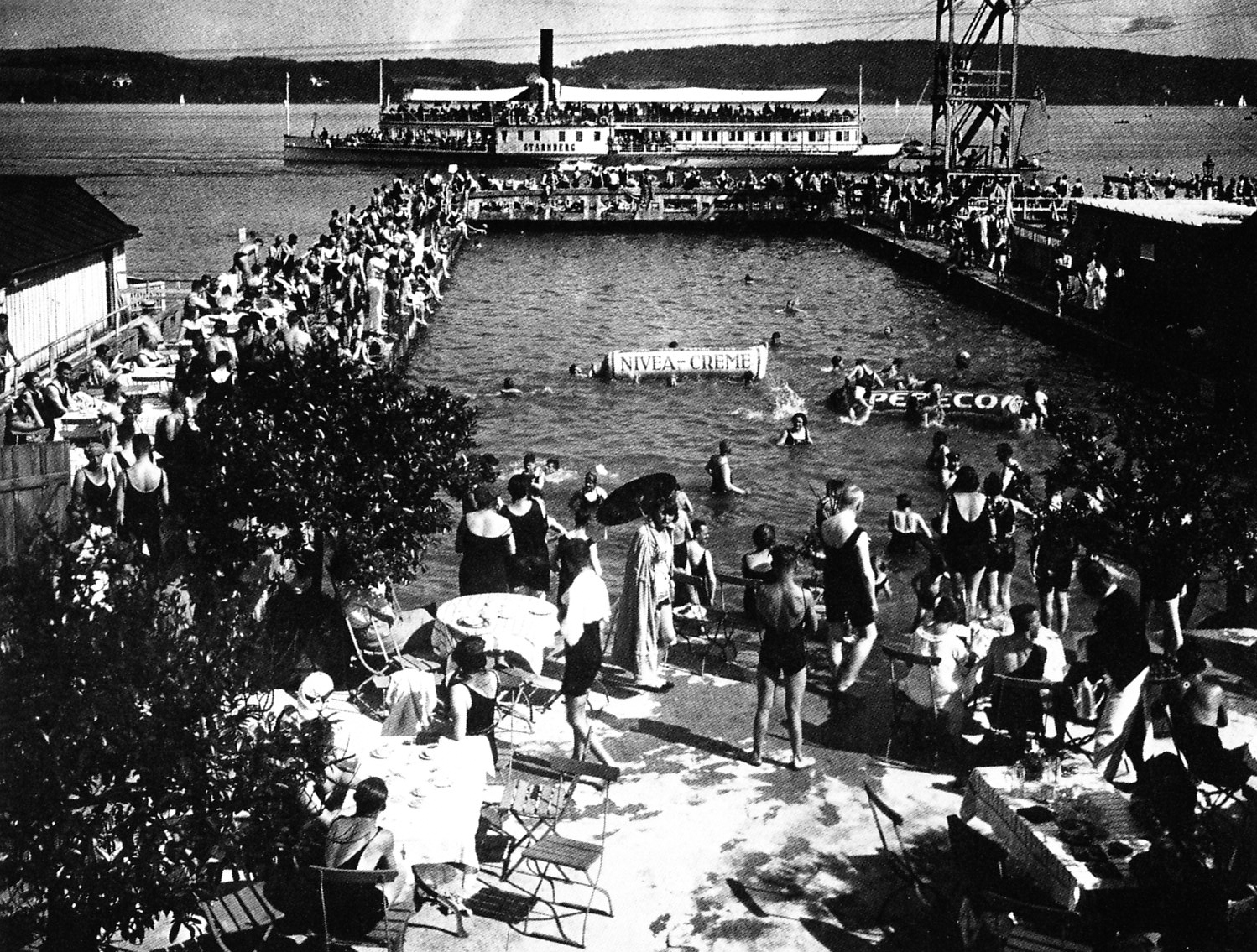
Das Undosa 1925

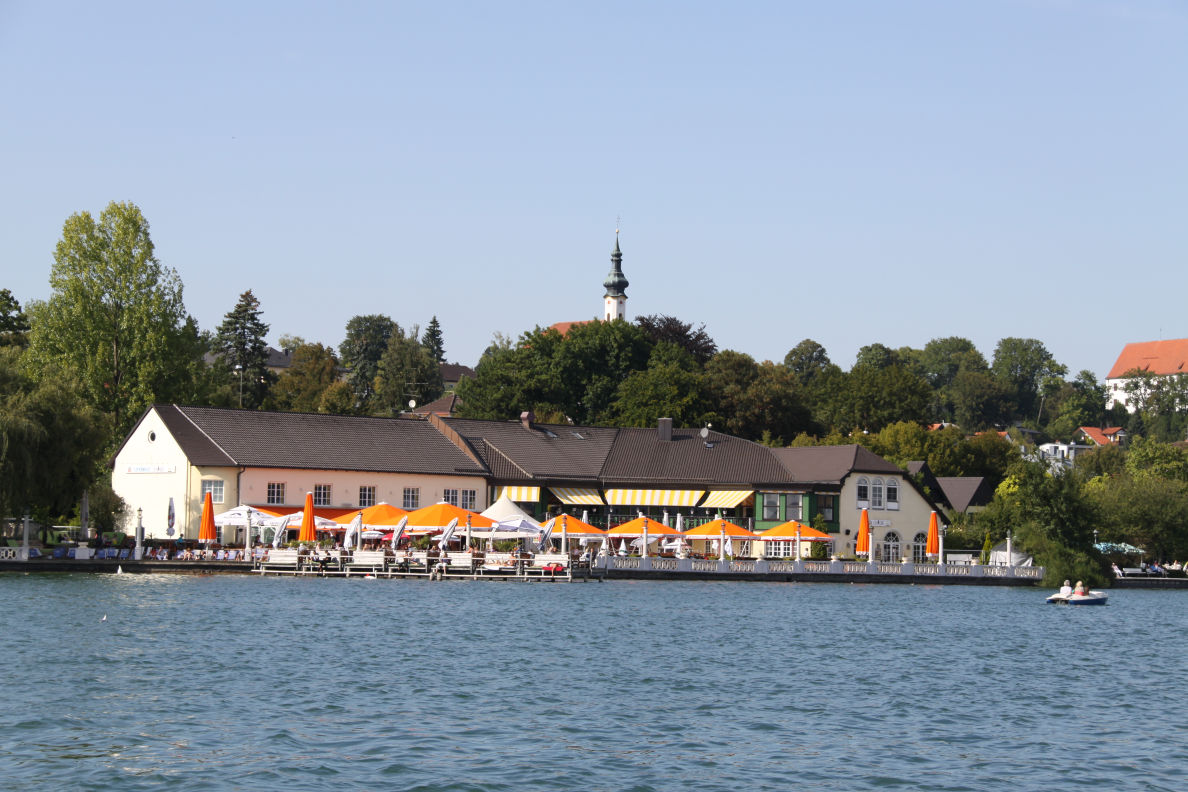
Das Undosa 2009

## Geschichte
In Starnberg war bereits Mitte des 19. Jahrhunderts in unmittelbarer Nähe zum Stadtzentrum und zum Bahnhof ein Seebad für die aus München kommenden Sommerfrischler errichtet worden. Es entwickelte sich in den folgenden Jahrzehnten zu einer Einrichtung für über 500 Gäste. 1905 wurde neben dem Seebad das Undosa-Wellenbad errichtet, mit dem man den Besuchern mit einer bis dahin nicht gekannten Wellenmaschine eine neue Attraktion bieten wollte.
Das Becken des Undosa wurde in den See hinein gebaut und erstreckte sich auf eine Größe von 60 × 15 Metern. An der Spitze der Anlage stand die Maschinenhalle, deren Dach als Sonnenterrasse diente. Mit Dampfkraft wurden große Pontons hochgezogen, die abwechselnd auf die Wasseroberfläche drückten. Durch die Wasserverdrängung wurden künstlich Wellen erzeugt. Um die Illusion eines maritimen Bades zu verstärken, wurde vom Main Sand herangeschafft und ein künstlicher Strand aufgeschüttet, auf dem Strandkörbe aufgestellt wurden. Am südlichen Rand des Beckens befand sich ein 10 Meter hoher Sprungturm.
Hohe Eintrittspreise garantierten die Exklusivität des Bades. Ein Wellenbad mit Wäsche kostete 1908 60 Pfennig (umgerechnet ca. 4,38 €). Selbst für das Betreten der Zuschauertribüne waren 20 Pfennig (umgerechnet ca. 1,46 €) zu entrichten. Kindern war der Eintritt nur am frühen Nachmittag erlaubt, wenn nur wenige Erwachsene im Bad waren. Anfänglich galten getrennte Badezeiten für Damen und Herren. Erst später wurden Familienbadezeiten eingeführt.
Hohe Reparaturkosten führten 1921 zur Stilllegung und zum Abbruch der Wellenmaschine. Das im Bad untergebrachte Seerestaurant wurde 1925 um einen großen Festsaal erweitert. Nach mehreren Renovierungen wurde das Undosa 1978 geschlossen und 1981 wegen Baufälligkeit abgerissen. Heute besteht nur noch der Restaurationsbetrieb.

## Quelle
- Informationstafel Kulturspaziergang, Station Nr. 3